# Ammoni (ministre selèucida)
Ammoni (en grec antic: Ἀμμώνιος; en llatí: Ammonius) fou el favorit del rei selèucida Alexandre I Balas. El rei li va confiar l'administració dels afers públics. Ammònios era avariciós i cruel i va fer matar molts amics del rei, a la reina Laòdice i a Antígon el fill de Demetri II Nicàtor. Descobert un complot contra la vida de Ptolemeu VI Filomètor (147 aC) aquest va demanar a Alexandre l'entrega del ministre, però Alexandre va refusar. Però els habitants d'Antioquia, instigats per agents de Ptolemeu, es van revoltar i el van matar.